# Jacinto Bosch Vilá
Jacinto Bosch Vilá (Figueres, 14 d'abril de 1922 - Granada, 18 de novembre de 1985) fou un arabista i historiador català.
Va estudiar Filosofia i Lletres a la Universitat de Barcelona, on es va especialitzar en Filologia Semítica (1946). La primera part de la seva vida va estar vinculat a la Universitat de Saragossa, i més tard va acabar sent el primer titular de la càtedra d'Història de l'Islam de la Universitat de Granada.

## Obres

### Llibres
- Los almorávides (1998) Editor: Editorial Universitat de Granada ISBN 978-84-338-2451-6 ISBN 84-338-2451-1
- La Sevilla islámica : 712-1248 (1984). Universitat de Sevilla. Secretariat de Publicacions ISBN 978-84-7405-294-7. ISBN 84-7405-294-7
- La revolución islámica iraní en el renacimiento universal del Islam. Universitat de Granada, 1981. ISBN 84-86029-00-7

### Obres col·lectives
- La Sevilla Islámica. Jacinto Bosch Vilà. Historia de Sevilla / coord. per Francisco Morales Padrón, 1992, ISBN 84-7405-818-X, pags. 93-160
- Una nueva fuente para la historia de al-Andalus: el Kitab Iqtibas al-anwar de Abu Muhammad al-Rusati. Jacinto Bosch Vilà. Actas del XII Congreso de la U.E.A.I. (Málaga, 1984), 1986, ISBN 84-398-7260-7, pags. 83-94
- Historiadores de Al-Andalus y de Al-Magrib: visión de la historia. Jacinto Bosch Vilà. Estudis en homenatge a Claudi Sánchez Albornoz als seus 90 años, Vol. 2, 1983, pags. 365-377
- El siglo XI en Al-Andalus: Aspectos políticos y sociales. Estado de la cuestión y perspectivas, Jacinto Bosch Vilà. Actes de les Jornades de Cultura Àrab i Islámica : (1978), 1981, ISBN 84-7472-029-X, pags. 183-196
- Albarracín musulmán. El reino de Taifas de los Beni Razín, hasta la constitución del señorío cristiano,(1959), dins de: Martín Almagro, Historia de Albarracín y su sierra, Volum II, Part I, Terol, IET.
- Diverses col·laboracions a l'Enciclopèdia de l'Islam

### Traduccions
- Al-Andalus en el "kitab Iqtibas Al-anwar" y en el "Ijtisar Iqtibas Al-Anwar" (1990). Autor: Rusati, Abu Muhammad Ibn Al-Jarrat al Isbili al- Editor: Consejo Superior de Investigaciones Científicas ISBN 978-84-00-07102-8. ISBN 84-00-07102-6 (traduït conjuntament amb Emilio Molina López):

### Articles de revistes
- Notas de toponimia para la historia de Guadalest y su valle. Jacinto Bosch Vilà. Sharq Al-Andalus: Estudios mudejares y moriscos, ISSN 0213-3482, Nº 3, 1986, pags. 201-230
- El Kitab iqtibas al-anwar de Abu Muhammad al-Rusati: Análisis de la obra de las noticias sobre al-Anadlus. Jacinto Bosch Vilà. Revista de l'Institut Egipci d'Estudis Islàmics, ISSN 1132-3485, Nº. 23, 1985‑1986, pags. 7-13
- Esplendor y decadencia: la trayectoria política. Jacinto Bosch Vilà. Historia 16, ISSN 0210-6353, Nº 89, 1983, pags. 32-39
- Los imperios del desierto. Jacinto Bosch Vilà. Historia 16, ISSN 0210-6353, Nº 72, 1982, pags. 72-79
- Los documentos árabes del archivo Catedral de Huesca. Jacinto Bosch Vilà. Revista de l'Institut Egipci d'Estudis Islàmics, ISSN 1132-3485, Nº. 5, 1-2, 1957, pags. 1-48
- Dos nuevos manuscritos y papeles sueltos de moriscos aragoneses. Jacinto Bosch Vilà. Al-Andalus: revista de las Escuelas de Estudios Árabes de Madrid y Granada, ISSN 0304-4335, Vol. 22, Nº 2, 1957, pags. 463-470
- Problema de los "dinares qanasires". Jacinto Bosch Vilà. Al-Andalus: revista de las Escuelas de Estudios Árabes de Madrid y Granada, ISSN 0304-4335, Vol. 19, Nº 1, 1954, pags. 143-148
- El reino de taifas de Zaragoza: Algunos aspectos de la cultura árabe en el valle del Ebro.(1960). Separata de Cuadernos de Historia Jerónimo Zurita. Zaragoza[1]

## Homenatge
- Número dedicat a Jacint Bosch Vilà. Estudios de historia y de arqueología medievales. Any: 1985‑1986, Número: 5-6. Universitat de Cadis: Servei de Publicacione ISSN 0212-9515[2]